# Kjeld Marcker
Kjeld Adrian Marcker (født 27. december 1932 i Nyborg, død 10. februar 2018) var en dansk molekylærbiolog og professor emeritus.
Marcker arbejdede 1962-70 ved Medical Research Council Laboratory of Molecular Biology ved Cambridge University i England. I Cambridge gjorde han den grundlæggende opdagelse, at biosyntesen af proteiner altid startes af et tRNA-molekyle, som bærer den modificerede aminosyre formyl-methionin. Han påbegyndte tidligt undersøgelser af planters molekylære biologi, især studiet af kvælstofbindingen i bælgplanternes rodknolde, hvilket i dag er et særdeles levende forskningsområde. Marcker blev i 1970 professor ved Aarhus Universitet og var medlem af EMBO, Det Kongelige Danske Videnskabernes Selskab og Akademiet for de Tekniske Videnskaber.